# Wayne Pashley

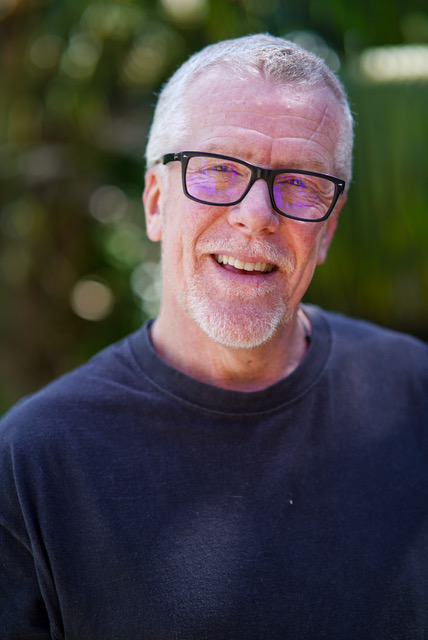
Wayne Pashley (2022)

Wayne Pashley (* im 20. Jahrhundert in Sydney, New South Wales, Australien) ist ein australischer Sound Editor, Sound Designer und Re-Recording Mixer, der bei der im März stattfindenden Oscarverleihung für seine Mitarbeit an der Filmbiografie Elvis in der Kategorie „Bester Ton“ für einen Oscar nominiert war.

## Biografisches
Pashleys Karriere begann Anfang der 1980er Jahre bei der Australian Broadcasting Corporation, wo er als Tonredakteur beschäftigt war. Seit 1987 hat er an über 100 Filmen und Fernsehproduktionen mitgearbeitet. Zudem ist er einer der Gründer von Big Bang Sound Design.
Erstmals trat Pashley im Filmbereich in Erscheinung, als er 1986 als Redaktionsassistent an der Miniserie Tusitala mitwirkte. Darin geht es um die letzten Jahre im Leben von Robert Louis Stevenson, nachdem dieser Großbritannien in Richtung Sydney und Westsamoa verlassen hatte. Seine erste Auszeichnung erhielt Pashley für den 1995 erschienenen Familienfilm Ein Schweinchen namens Babe in der Kategorie „Beste Tonbearbeitung in einem Animationsfilm“. Für seine Arbeit an dem Thriller Kiss or Kill, in dem es um ein verbrecherisches Pärchen geht, wurde Pashley ebenfalls ausgezeichnet. Eine weitere Auszeichnung konnte er für das Familiendrama Oscar und Lucinda mit Ralph Fiennes und Cate Blanchett verbuchen. Der Film porträtiert zwei Menschen, die außerhalb der Normen ihrer Zeit leben. Pashley erhielt in den folgenden Jahren weitere Auszeichnungen für seine Mitarbeit an verschiedenen Filmen, wie beispielsweise für den 3D-Animationsfilm Die Legende der Wächter (2010), dessen Handlung auf den ersten drei Bänden des 16-teiligen gleichnamigen Zyklus von Kathryn Lasky basiert. Für seine Arbeit an diesem Film wurde er mehrfach ausgezeichnet. Auch an George Millers Endzeitfilm Mad Max: Fury Road, der mit sechs Oscars ausgezeichnet wurde, wirkte Pashley mit. Er wurde dafür 2015 mit dem AACTA Award in der Kategorie „Bester Sound“ ausgezeichnet.  
Mehrfach arbeitete Pashley mit Baz Luhrmann zusammen, so auch für dessen epischen Film Australia aus dem Jahr 2008 mit Nicole Kidman und Hugh Jackman. Bereits 1992 arbeitete er für Luhrmanns Tanzfilm Strictly Ballroom – Die gegen alle Regeln tanzen mit diesem zusammen, ebenso wie 2013 für das Filmdrama Der große Gatsby mit Leonardo DiCaprio, Tobey Maguire und Carey Mulligan. Eine weitere Zusammenarbeit brachte die Filmbiografie Elvis von 2022 mit Austin Butler in der Titelrolle, die für acht Oscars nominiert war.

## Filmografie (Auswahl)
- 1986: Tusitala (Miniserie, 3 Folgen)
- 1987: Great Expectations: The Untold Story (Fernsehfilm)
- 1987, 1988: Wind und Sterne (4-teiliger Fernsehfilm)
- 1987: Spirits of the Air: Gremlins of the Clouds
- 1989: Luigi’s Ladies (Redaktionsassistent, Toneditor)
- 1989: Bangkok Hilton (Miniserie)
- 1989: Green Card – Schein-Ehe mit Hindernissen
- 1992: Strictly Ballroom – Die gegen alle Regeln tanzen
- 1992: Lorenzos Öl
- 1993: Fearless – Jenseits der Angst
- 1995: Ein Schweinchen namens Babe (Babe)
- 1997: Paradise Road – Weg aus der Hölle
- 1997: Kiss or Kill
- 1997: Oscar und Lucinda (Oscar and Lucinda)
- 1998: Schweinchen Babe in der großen Stadt (Babe: Pig in the City)
- 2001: Verführe mich! (Tempted)
- 2002: Crocodile Hunter – Auf Crash-Kurs (The Crocodile Hunter: Collision Course)
- 2004: Thunderstruck
- 2006: Happy Feet
- 2007: Razzle Dazzle: A Journey into Dance
- 2008: Australia
- 2009: Daybreakers
- 2010: Die Legende der Wächter (Legend of the Guardians: The Owls of Ga’Hoole; Guardians of Ga’Hoole)
- 2011: Happy Feet 2 (Happy Feet Two)
- 2013: Der große Gatsby (The Great Gatsby)
- 2014: The LEGO Movie
- 2014: Das Versprechen eines Lebens (The Water Diviner)
- 2015: Mad Max: Fury Road
- 2016: Gods of Egypt
- 2017: The LEGO Batman Movie
- 2017: The LEGO Ninjago Movie
- 2019: Little Monsters
- 2022: Elvis

## Auszeichnungen (Auswahl)
Wayne Pashley wurde mehr als fünfzig Mal für eine Auszeichnung nominiert und konnte 24 Trophäen für seine Arbeit in Empfang nehmen.
Gewonnene Auszeichnungen Australian Film Institute und Montreal World Film Festival und IF Awards
- 1997: AFI Award für Kiss or Kill in der Kategorie „Bester Ton“
- 1997: Best Artistic Contribution für Kiss or Kill in der Kategorie „Bester Ton“
- 1999: AFI Award für In a Savage Land in der Kategorie „Bester Ton“
- 2011: IF Award für Legend of the Guardians: The Owls of Ga’Hoole in der Kategorie „Bester Ton“

Gewonnene Auszeichnungen bei den Australian Screen Sound Guilds
- 1998: für Oscar and Lucinda in der Kategorie „Bester Dialogschnitt in einem Spielfilm“
- 2003: für Tempted in der Kategorie „Beste Tonmischung für einen Spielfilm“
- 2007: für Happy Feet in der Kategorie „Bester Soundtrack eines Spielfilms in diesem Jahr“
- 2009: für Australia „Bester Soundtrack eines Spielfilms in diesem Jahr“
- 2010: für Daybreakers in der Kategorie „Bester Ton/Tonmischung in einem Film“
- 2011: für Legend of the Guardians: The Owls of Ga’Hoole in der Kategorie „Bester Sound/Film Sound Design“
- 2013: für Der große Gatsby in der Kategorie „Beste Filmtonmischung“ und der Kategorie „Bestes Film-Sounddesign“
- 2013: für Woody in der Kategorie „Bester Sound für einen animierten Kurzfilm“
- 2015: für The Water Diviner in der Kategorie „Andrew Plain Award für das beste Sound-Design“
- 2021: für Life in Colour in der Kategorie „Bester Sound für einen Dokumentarfilm“

Gewonnene Auszeichnungen bei den AACTA Awards
- 2014: für The Great Gatsby in der Kategorie „Bester Sound“
- 2015: für Mad Max: Fury Road in der Kategorie „Bester Sound“
- 2021: für Life in Colour in der Kategorie „Bester Sound in einem Dokumentarfilm“
- 2022: für Elvis in der Kategorie „Bester Sound/Ton“ (gemeinsam mit David Lee, Andy Nelson und Michael Keller)

Gewonnene Auszeichnungen bei den Motion Picture Sound Editors
- 1996: für Babe in der Kategorie „Beste Tonbearbeitung –Animationsfilm“
- 2016: für Mad Max: Fury Road in der Kategorie „Beste Tonbearbeitung/Soundeffekte und Geräusche in einem Spielfilm“
- 2022: nominiert für Elivs in der Kategorie „Beste Leistung in der Tonbearbeitung/besonders Dialoge“

Nominierte Auszeichnungen bei den BAFTA Awards und den Academy Awards
- 2023: für Elvis in der Kategorie „Bester Ton“
- 2023: für Elvis in der Kategorie „Bester Ton“